# Liestal (huyện)
Huyện Liestal (tiếng Pháp: District du Liestal, tiếng Đức: Bezirk Liestal) là một huyện hành chính của Thụy Sĩ. Huyện này thuộc bang Basel-Landschaft. Huyện Liestal có diện tích 86 km², dân số theo thống kê của cục thống kê Thụy Sĩ năm 1999 là 53891 người. Trung tâm của huyện đóng ở Liestal. Mã của huyện là 1303.